# جان بوچر (بازیکن فوتبال اهل انگلستان)
جان بوچر (انگلیسی: John Butcher؛ زادهٔ ۲۷ مهٔ ۱۹۵۶) بازیکن فوتبال اهل بریتانیا است.
از باشگاه‌هایی که در آن بازی کرده‌است می‌توان به باشگاه فوتبال بلکبرن روورز، باشگاه فوتبال آلترینچام، باشگاه فوتبال مکلسفیلد تاون، باشگاه فوتبال بری، باشگاه فوتبال آکسفورد یونایتد، و باشگاه فوتبال هالیفاکس تاون اشاره کرد.